# قوائم الجزر في العالم
تتضمن هذه المقالة قوائم تتعلق بالجزر، مفهرسة حسب المحيط والقارة.

## الجزر القارية
- أفرو-أوراسيا (أفرو-أوراسيا)
- الأمريكيتان
- أوقيانوسيا
- القارة القطبية الجنوبية

## قوائم الجزر حسب القارة
- جزر أفريقيا
- جزر أنتاركتيكا والمحيط الجنوبي
- قائمة جزر أستراليا
- جزر آسيا
- جزر أوروبا
  - جزر أوروبا حسب المساحة
  - جزر أوروبا حسب عدد السكان
- جزر الأمريكيتين
  - جزر أمريكا الشمالية
  - جزر أمريكا الوسطى
  - جزر أمريكا الجنوبية

## قائمة الجزر حسب المسطح المائي
- جزر البحر الأدرياتيكي
- جزر بحر إيجة
- جزر Antarctic and sub-Antarctic
- جزر المحيط المتجمد الشمالي
- جزر المحيط الأطلسي
- جزر بحر البلطيق
- جزر البحر الأسود
- جزر البحر الكاريبي
- جزر دانوب
- جزر بحر الصين الشرقي
- جزر البحيرات العظمى (أمريكا الشمالية)
- جزر المحيط الهندي
- جزر البحر الأيوني
- جزر البحر الأيرلندي
- قائمة جزر البحر الأبيض المتوسط
- جزر المحيط الهادئ
- قائمة جزر الخليج العربي
- جزر بحر آزوف
- جزر بحر الصين الجنوبي
- جزر المحيط المتجمد الجنوبي

## قوائم الجزر حسب الدول

### أفريقيا
- جزر الجزائر
- جزر أنغولا
- جزر بينين
- جزر الكاميرون
- جزر كيب فيردي
- جزر جزر القمر
- جزر جمهورية الكونغو الديمقراطية
- جزر جيبوتي
- جزر مصر
- جزر غوايانا الاستوائية
- جزر إرتيريا
- جزر إثيوبيا
- جزر الغابون
- جزر غامبيا
- جزر غانا
- جزر غوايانا
- جزر غينيا بيساو
- جزر ساحل العاج
- جزر كينيا
- جزر موريشيوس
- جزر المغرب
- جزر موزامبيق
- جزر ناميبيا
- جزر نيجيريا
- جزر جمهورية الكونغو
- جزر ساو توميه وبرينسيب
- جزر السنغال
- جزر سيشل
- جزر سيراليون
- جزر الصومال
- جزر جنوب أفريقيا
- جزر السودان
- جزر تنزانيا
- جزر توغو
- جزر تونس

### آسيا
- قائمة جزر أذربيجان
- قائمة جزر البحرين
- قائمة جزر بنغلاديش
- قائمة جزر بروناي
- قائمة جزر كمبوديا
- قائمة جزر الصين
  -  قائمة الجزر وأشباه الجزر في هونغ كونغ
- قائمة جزر الهند
- قائمة جزر إندونيسيا
- قائمة جزر إيران
- قائمة جزر العراق
- قائمة جزر اليابان
- قائمة جزر كوريا الجنوبية
- قائمة جزر الكويت
- قائمة جزر ماليزيا
- قائمة جزر أرخبيل المالديف
- جغرافيا بورما
- قائمة جزر باكستان
- قائمة جزر الفلبين
- قائمة جزر قطر
- قائمة جزر سنغافورة
- قائمة جزر سريلانكا
- قائمة جزر تايوان
- قائمة جزر تايلاند
- قائمة جزر الإمارات العربية المتحدة
- قائمة جزر فيتنام
- جزر يمنية

### أوروبا
- قائمة جزر ألبانيا
- قائمة جزر بلغاريا
- قائمة جزر كرواتيا
- قائمة جزر قبرص
- قائمة جزر الدنمارك
- قائمة جزر إستونيا
- قائمة جزر فارو
- قائمة جزر فنلندا
- قائمة جزر فرنسا
- قائمة جزر ألمانيا
- قائمة جزر اليونان
- Guernsey
- قائمة جزر هنغاريا
- قائمة جزر آيسلندا
- قائمة جزر إيرلندا
- قائمة جزر إيطاليا
- Jersey
- قائمة جزر مقدونيا
- مالطا
- قائمة الجزر التابعة لجزيرة مان
- قائمة جزر مونتينغرو
- قائمة جزر هولندا
- قائمة جزر النرويج
- قائمة جزر بولندا
- قائمة جزر البرتغال
- قائمة جزر رومانيا
- قائمة جزر روسيا
- قائمة جزر صربيا
- قائمة جزر سلوفاكيا
- قائمة جزر سلوفانيا
- قائمة جزر إسبانيا
- قائمة جزر السويد
- قائمة جزر سويسرا
- قائمة جزر تركيا
- قائمة جزر أوكرانيا
- قائمة جزر المملكة المتحدة
  -  قائمة جزر إنجلترا
  -  قائمة جزر اسكتلندا
  -  قائمة جزر ويلز

### أمريكا الشمالية
- جزر بيليز
- جزر كندا
- جزر كوستاريكا
- جزر السلفادور
- جزر غواتيمالا
- جزر هندوراس
- جزر المكسيك
- جزر نيكاراغوا
- جزر بنما
- جزر كوبا
- جزر بورتوريكو
- جزر الولايات المتحدة الأمريكية
  - جزر الولايات المتحدة الأمريكية حسب المساحة
- جزر جامايكا

### أمريكا الجنوبية
- جزر الأرجنتين
- جزر بوليفيا
- جزر البرازيل
- جزر تشيلي
- جزر كولومبيا
- جزر الإكوادور
- جزر غوايانا الفرنسية
- جزر غيانا
- جزر الباراغواي
- جزر بيرو
- جزر سورينام
- جزرأوروغواي
- جزر فنزويلا

### أوقيانوسيا
- قائمة جزر أستراليا
- قائمة جزر نيوزيلندا
- قائمة جزر فيجي
- قائمة جزر كيريباتي
- قائمة جزر نيوكاليدونيا
- قائمة جزر ساموا
- قائمة جزر تونغا
- قائمة جزر ساموا الأمريكية
- قائمة جزر هاواي

## قوائم أخرى خاصة بالجزر
- مسطح مائي
- أرض
- List of archipelagos
- List of archipelagos by number of islands
- List of artificial islands
- قائمة الجزر المقسمة
- List of fictional islands
- قائمة البلدان الجزرية
- قائمة الجزر حسب المساحة
- List of islands by highest point
- List of islands by name
- قائمة الجزر حسب عدد السكان
- قائمة الجزر حسب الكثافة السكانية
- جزر البحيرات
- List of islands named after people
- List of islands of the European Union
- List of Private islands
- جزيرة شبح